# Jar
Jar (oroszul: Яр) település Oroszországban, Udmurtföldön, a Jari járás székhelye.
Lakossága: 6596 fő (a 2010. évi népszámláláskor).

## Fekvése
Udmurtföld északnyugati részén, a Csepca bal partján terül el. Távolsága a legközelebbi várostól, Glazovtól kb. 40 km. Vasúti csomópont a Kirov–Perm közötti vasúti fővonalon. Innen indul ki a Kirovi terület északkeleti vidékére (Omutnyinszk–Kirsz–Lesznoj felé) vezető szárnyvonal.

## Története
1895-ben II. Miklós orosz cár elrendelte a Kotlasz–Perm közötti vasútvonal megépítését. A Vjatka (a mai Kirov) és Glazov közötti szakaszon 1898 őszén indult meg a forgalom. Ez az időpont tekinthető Jar vasútállomás (mint lakott hely) alapítási évének. Nevét a másfél km-re lévő azonos nevű faluról kapta. 1932-ben ide helyezték át a járási székhelyet (Ukan faluból), 1938-ban városi jellegű településnek nyilvánították.
Az 1930-as években fektették le a Jarból észak felé vezető szárnyvonalat. Végpontjánál, Lesznoj állomás mellett épült ki 1938-ban a Gulag rendszeréhez tartozó Vjatlag (vjatkai lágerek) központi telephelye. A táborok foglyai főként fakitermelést végeztek, a kitermelt fát Jaron át vasúton szállították a világháború idején haditermelésre átállított üzemeknek.

## Népessége
- 1959-ben 4 917 lakosa volt.
- 1970-ben 5 261 lakosa volt.
- 1979-ben 6 381 lakosa volt.
- 1989-ben 6 917 lakosa volt.
- 2002-ben 7 202 lakosa volt.
- 2010-ben 6 596 lakosa volt, melynek 54,9%-a udmurt, 39,1%-a orosz, 1,1%-a tatár.

## Gazdasága
1946-ban a településen fafeldolgozó üzem létesült (Szaharlesz), ahol többek között tűlevelekből takarmány-adalékot, jegenyefenyőből olajat készítettek. Többszöri névváltozás és profilváltás után 2004-ben Leszozavod ARTA (kft) néven folytatta tevékenységét. Az 1978-ban alapított téglagyárat 1994-ben a vasút „vette át” és termékeit a vasútvonal menti létesítmények építésénél használta.
A település legrégibb iparvállalata az 1931-ben létesített kis lenfeldolgozóból nőtt ki. A gyárat 1958-ban kezdték építeni és 1961 végén avatták fel. A textilipar válsága valószínűleg itt is erősen éreztette hatását, de a gyár 2007-ben – a megrendelésektől függően – még működött.